# Ehretia aquatica
Ehretia aquatica är en strävbladig växtart som först beskrevs av João de Loureiro, och fick sitt nu gällande namn av Gottschling och Hilger. Ehretia aquatica ingår i släktet Ehretia och familjen strävbladiga växter. Inga underarter finns listade i Catalogue of Life.